# Tita Piaz
Giovanni Battista Piaz, meglio noto come Tita Piaz (Pera di Fassa, 13 ottobre 1879 – Pera di Fassa, 6 agosto 1948), è stato un alpinista italiano.
Era chiamato «il diavolo delle Dolomiti» per l'arditezza di molte sue imprese. È stato anche un apprezzato poeta e scrittore in lingua ladina fassana.

## Biografia

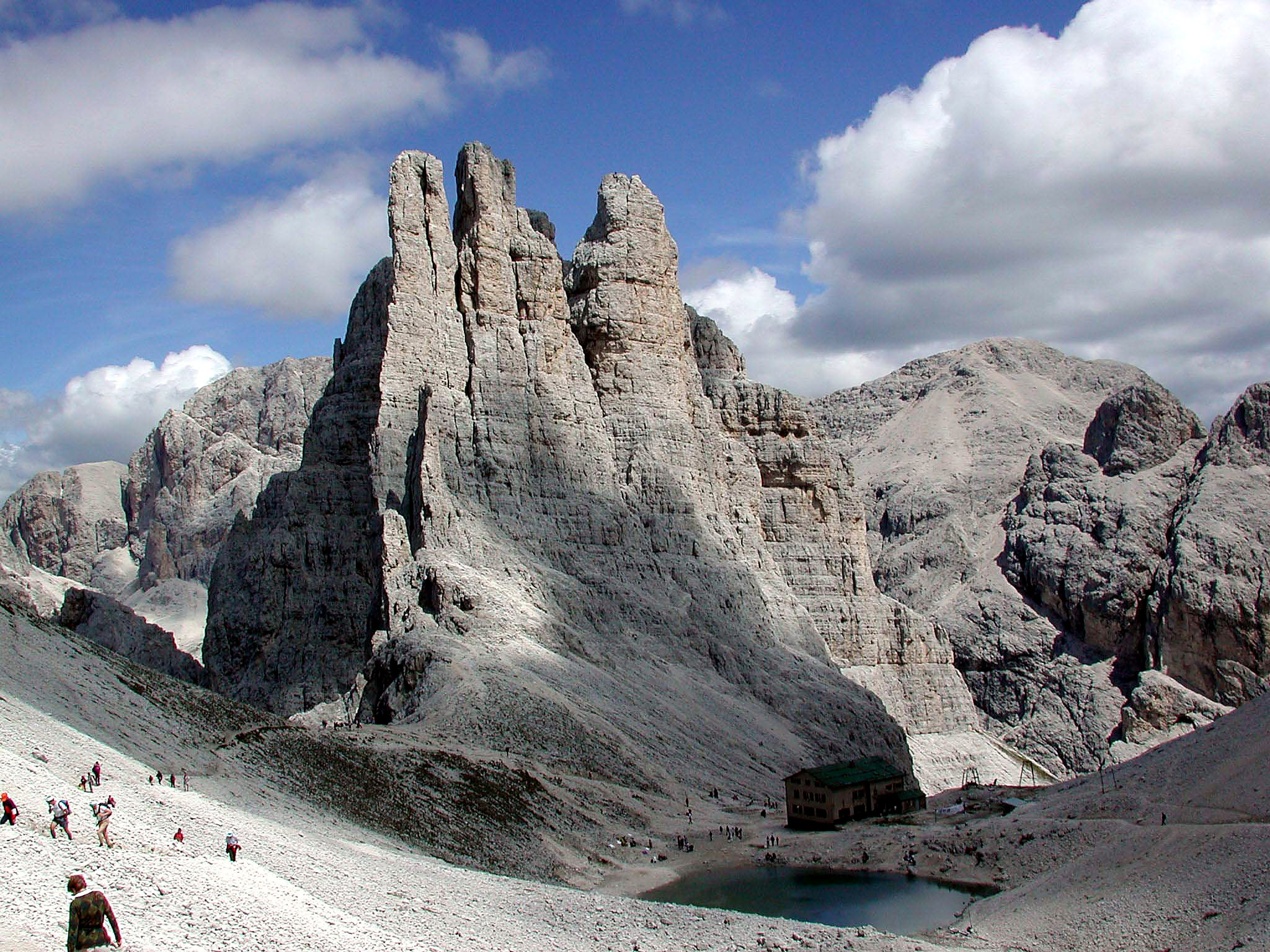
Torri del Vajolet

Tita Piaz nacque a Pera (San Giovanni di Fassa) il 13 ottobre 1879 da Giovanni Battista Piaz (1841- 1917) e Caterina Deluca (1839-1934); era il terzogenito della famiglia, dopo le sorelle Oliva e Maria. La famiglia da cui proveniva Tita era impegnata duramente per sopravvivere: suo padre vendeva giocattoli in legno, bestiame, cavalli e valicava il Giogo di Fassa per portare le merci in Val Gardena, mentre la madre vendeva merci come ambulante, percorrendo spesso lunghi tragitti a piedi lungo la vicina Val d'Ega fino a Bolzano. Tita aveva una passione per il teatro che coinvolgeva tutta la famiglia, in particolare il padre, filodrammatico di grido, che trasmise al figlio l'entusiasmo del neofita e l'assoluta capacità di calarsi nella parte, perché non gli mancavano né il talento né l'immaginazione e perché non esitava a seguire i suggerimenti di estro e fantasia.
Venne avviato a Bolzano agli studi magistrali, che per sua volontà abbandonò poco prima di terminare. Nell'estate 1897, non ancora ventenne, entrò nella storia dell'alpinismo con la salita solitaria della Torre Winkler sul Catinaccio. La fama di tale impresa varcò i confini nazionali e molte testate giornalistiche estere scrissero di lui. Lo stesso Luigi Rizzi Feràt, allora il più famoso scalatore della valle, scese a Pera per vedere di persona chi fosse quel giovanissimo scalatore.
Nel 1903 Tita sposò Marietta Rizzi, figlia del gestore del rifugio Vajolet, da cui ebbe tre figlie: Olga, Pia e Carmela.
In quegli stessi anni la sorella Maria dapprima affittò e poi acquistò personalmente un capanno a Passo Pordoi per dare assistenza: ai turisti, ai commercianti, ai viandanti, ai pellegrini ed ai contadini che transitavano attraverso questo valico per raggiungere la Val di Fassa, Livinallongo, la Val Gardena e la Val Badia; fu così che anche Tita volle contribuire allo sviluppo della zona aprendo durante l'estate del 1907 una casa per turisti (l'attuale Albergo Col di Lana) che venne data in gestione, almeno all'inizio, ad una famiglia di meranesi.
Il 9 gennaio 1912 morì a 41 anni Marietta Rizzi, moglie di Tita e direttrice del Rifugio Vajolet, il quale passò così ad un altro gestore. Tita rimase particolarmente offeso dall'accaduto ritenuto da lui come una mancata considerazione nei riguardi della sua persona, decise pertanto di acquistare personalmente un terreno sito a pochi passi dal rifugio (in quello stesso terreno poco tempo dopo ebbe modo di edificare il Rifugio Preuss, un piccolo rifugio intitolato alla memoria dello scomparso alpinista Paul Preuss, grande amico personale di Tita). Il rifugio Paul Preuss in località Porte Neigre venne ultimato solo dopo la prima guerra mondiale, che aveva temporaneamente bloccato i lavori di costruzione della struttura.
Nel 1913 Tita si sposò in seconde nozze con Maria Bernard (1883-1971). Dalla sua seconda moglie Tita ebbe altri due figli: Nereo (1913 - 1925) e Furio (1920 - 1964).
Morì il 6 agosto 1948 in conseguenza al grave trauma cranico riportato in un incidente causato dalla rottura dei freni della sua bicicletta; inutile si rivelò il successivo ricovero all'ospedale di Bolzano.

## L'alpinismo
Svolse spesso l'attività di guida alpina, accompagnando anche personaggi illustri, tra cui, nei primi anni del Novecento, re Alberto I del Belgio.
Aprì una cinquantina di nuove vie, tra cui 32 nelle montagne della Val di Fassa, 16 sulle Dolomiti orientali e due nel gruppo del Kaisergebirge (Tirolo austriaco).
Tita Piaz fu il principale promotore della costruzione, nel 1933, del Rifugio Re Alberto, posto a quota 2.621 m alla base delle Torri del Vajolet nel gruppo del Catinaccio. Sua infatti fu l'idea di ristrutturare un vecchio riparo in legno già presente sul luogo; Tita dovette condurre una lunga battaglia legale per riottenere la proprietà del rifugio che gli era stato confiscato con l'accusa falsa di abuso edilizio.
È noto anche per aver inventato la tecnica della discesa in corda doppia, invenzione contesa con Hans Dülfer. Oggi questa tecnica, passata in disuso grazie all'avvento degli imbraghi e dei moderni discensori, è nota semplicemente come "metodo Piaz", "metodo Dulfer" o "Dulfer-Piaz".
Il 10 settembre 1947 salì per l'ultima volta la torre Winkler, la più amata tra le torri del Vajolet: erano trascorsi cinquant'anni da quel lontano 1897 quando, non ancora ventenne, aveva raggiunto la vetta per la prima volta.

### Principali ascensioni
- 1897 - Torre Winkler (m 2.800, nelle Torri del Vajolet nel Gruppo del Catinaccio).
- 1900 - Ascensione in solitaria della Punta Emma[3] del Catinaccio tramite la fessura nord-est, chiamata ora “Fessura Piaz”. Il grande alpinista austriaco Paul Preuss definì l'impresa «unica nel suo genere in relazione ai tempi».
- 1906 - Prima ascesa del Campanile Toro (m 2.345, Dolomiti friulane), con difficoltà del V grado, eccezionali per quei tempi.
- 1908 - Parete ovest del Totenkirchl (m 2.190, gruppo del Kaisergebirge nel Tirolo austriaco).
- 1912 - Prima ascensione, con Hans Dulfer, della Punta di Frida nelle Tre Cime di Lavaredo.
- 1926 - Spigolo nord dello Schenon (m 2.800, gruppo del Latemar).
- 1935 - Torre Winkler del Catinaccio, con Fosco Maraini e Sandro del Torso.

## Attività sociale e politica
Si interessò anche ai problemi politici e sociali del suo tempo.
Durante il periodo fascista venne più volte arrestato come oppositore del regime. Rimase fedele alle idee socialiste di Cesare Battisti. Nel 1930 venne arrestato nel suo albergo al Passo Pordoi (che poi chiamò Albergo “Col di Lana”) con l'accusa di essere un sovversivo; venne imprigionato a Trento, ma pochi giorni dopo fu rilasciato grazie a un deputato di Cavalese (Mendini).  Nel 1944 fu imprigionato dai nazisti per nove mesi nel carcere di Bolzano; venne trattenuto in prigione per molti mesi in condizioni igienico sanitarie precarie senza mai ricevere una motivazione ufficiale per tale trattamento.
Fu sindaco di Pozza di Fassa nell'immediato dopoguerra.

## Opere
- Mezzo secolo di Alpinismo, Alpine Studio, 2020, ISBN 9788855370035. (Pubblicato originariamente nel 1947).
- A tu per tu con le Crode, Cappelli, 1949.